# Gare de Chapleau
La  gare de Chapleau est une gare ferroviaire canadienne, située sur le territoire de la petite ville de Chapleau, dans la province de l'Ontario.
C'est un arrêt Via Rail Canada desservie par le train Sudbury-White River. C'est également une gare Fret.

## Situation ferroviaire
Établie à 435 mètres d'altitude, la halte de Chapleau est situé au point kilométrique (PK) 169 de la ligne de Sudbury à White River, entre les arrêts de Devon et d'Esher. Cette infrastructure est une section de la principale ligne transcontinentale du Canadien Pacifique.

## Histoire
Le Canadien Pacifique construit en 1885 une ligne vers l'ouest du pays. Dans le Nord de l'Ontario lorsqu'il construit la division de Cartier à Chapleau il sectionne la ligne, en sections d'environ 20 milles (environ 32 kilomètres), avec l'installation de stations.

## Service des voyageurs

### Accueil
Halte voyageurs, c'est un point d'arrêt non géré (PANG) à accès libre. le train ne s'arrête qu'à la demande.

### Desserte
Chapleau est desservie par le Train Sudbury-White River de Via Rail Canada. Le train passe à l'arrêt six fois par semaine : les mardi, jeudi et samedi, son passage est à 14h15 venant de Sudbury il se dirige vers White River ; les mercredi, vendredi et dimanche, son passage est à 13h15, venant de White River il se dirige vers Sudbury.

### Intermodalité
Un parking y est aménagé.